# Caraá
Caraá is een gemeente in de Braziliaanse deelstaat Rio Grande do Sul. De gemeente telt 7.606 inwoners (schatting 2009).

## Aangrenzende gemeenten
De gemeente grenst aan Maquiné, Osório, Riozinho en Santo Antônio da Patrulha.